# The Purity of Perversion
The Purity of Perversion è il primo album in studio del gruppo musicale belga Aborted, pubblicato nel 1999 dall'etichetta Uxicon Records.

## Tracce
1. Intro – 0:57
2. Act of Supremacy – 2:43
3. The Lament Configuration – 4:49
4. The Sanctification of Fornication – 3:22
5. Organic Puzzle – 3:19
6. Necro-Eroticism – 3:58
7. Highway I-35 – 3:54
8. Gurgling Rotten Feces – 3:43
9. Wrenched Carnal Ornaments – 4:42

## Formazione
- Sven de Caluwé - voce
- Niek Verstraete - chitarra
- Christophe Herreman - chitarra
- Koen Verstraete - basso
- Frank Rousseau - batteria